# سويزهو
سويزهو (بالصينية: 随州市 )‏ هي مدينة على مستوى محافظة، في جمهورية الصين الشعبية، تتبع خوبي، تبلغ مساحتها 9,636 كيلومتر مربع، رمزها البريدي هو 441300.

## الموقع
تشترك في الحدود مع:
- شيانغيانغ
- نانيانغ
- مدينة إكسياوجان، هوبى
- مدينة جينغمن
- شينيانج.

## التقسيمات الإدارية
- Zengdu, Suizhou [الإنجليزية]‏
- Sui County, Hubei [الإنجليزية]‏
- غوانغشوي.